# اوریپدیا
اوریپدیا (انگلیسی: Everipedia) یک دانشنامه برخط براساس ویکی است. این دانشنامه در دسامبر سال ۲۰۱۴ بنیان نهاده‌شد و در ژانویه ۲۰۱۵ در دسترس عموم قرار گرفت. اوریپدیا کار خود را به عنوان انشعاب ویکی‌پدیا آغاز کرد. اوریپدیا بر خلاف ویکی‌پدیا انتفاعی است. مرکز این وبگاه در وست‌وود در لس‌آنجلس قرار دارد. از بنیان‌گذاران اوریپدیا می‌توان به سام کاظمیان، تئودور فورسلیوس، ترویس مور و مهبد مقدم اشاره کرد.